# Kloster Tänikon

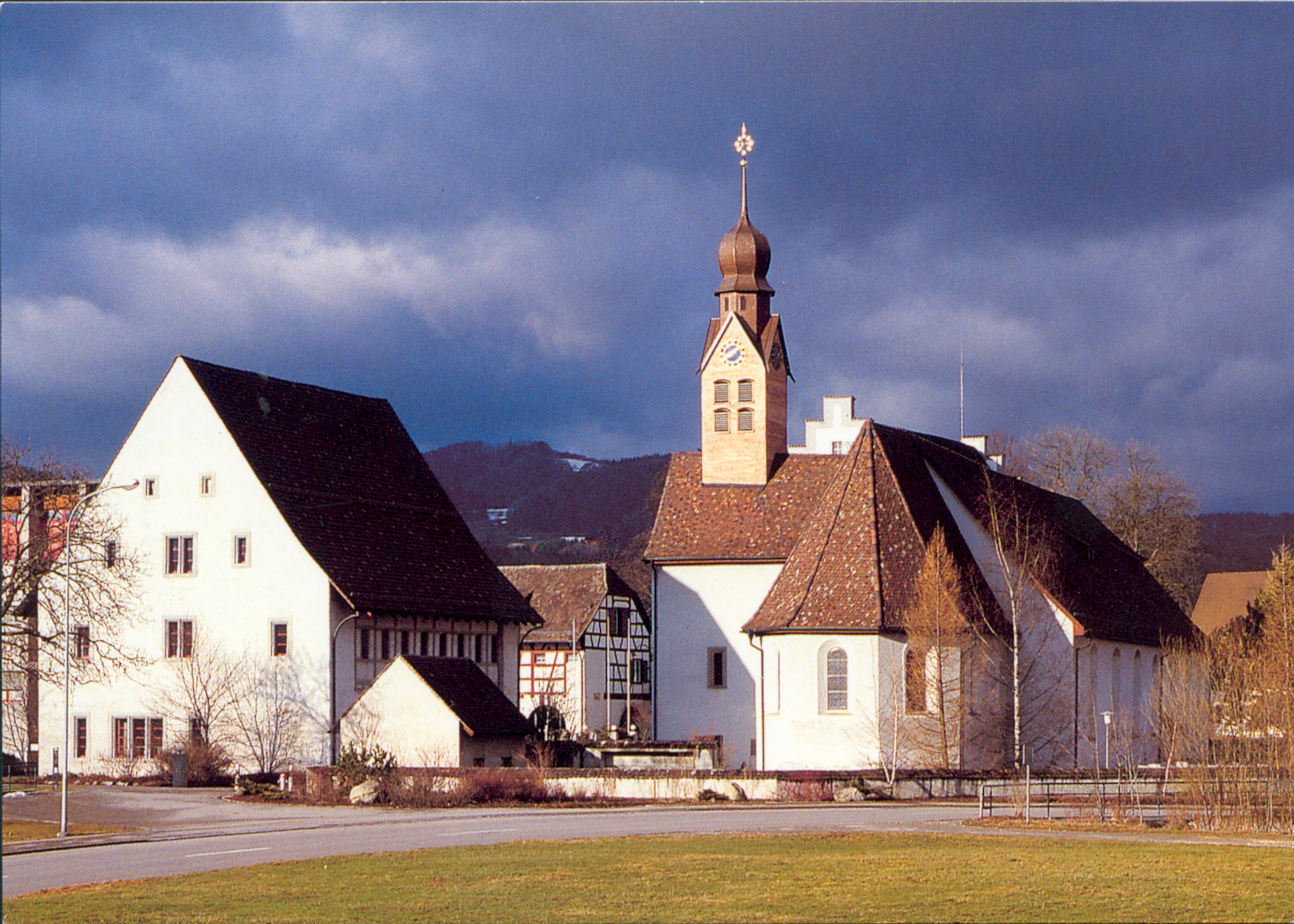
Klosterkirche Tänikon, links ehemaliges Refektorium

Kloster Tänikon Wappen

Das Kloster Tänikon in der heutigen politischen Gemeinde Aadorf, Kanton Thurgau wurde ungefähr im Jahr 1249 durch die Herren von Bichelsee als Zisterzienserinnenkloster gegründet und 1848 aufgelöst. Es ist heute Sitz der Forschungsanstalt Agroscope Reckenholz-Tänikon (ART).

## Geschichte

### Gründung des Frauenklosters
Das dem Zisterzienserorden angehörende Frauenkloster Tänikon wurde ungefähr im Jahr 1249 gegründet. Mit dem Jahr 789 ist Tänikon (Tanninchova) der am frühesten urkundlich erwähnte Ort in der politischen Gemeinde Aadorf, Kanton Thurgau. Die Kirche ist der Gottesmutter geweiht (Mariae Aufnahme in den Himmel). Kirchenpatron ist der heilige Bernhard von Clairvaux (Kirchenfest am 20. August bzw. am darauf folgenden Sonntag). Vor der Reformation um 1520 muss es eine stattliche Anlage gewesen sein. Bauzeugen sind die Kirche, deren Dachstuhl bis 1363 zurückreicht und damit die Tänikoner Klosterkirche zu einem der ältesten noch erhaltenen Gebäude im Thurgau macht, und das «Refental» (ehemaliges Refektorium) (1508).

### Aufhebung des Klosters
In den Wirren der Reformation (1525–1550) erlosch das klösterliche Leben. Das wiedererstandene Kloster erlebte im 17. Jahrhundert eine grosse Blüte, verbunden mit einer regen Bautätigkeit: Prälatenhaus 1616, Äbtissinnenhaus 1678 und «Lilienthal» 1640. Die prächtigen Glasscheiben im Kreuzgang geben Zeugnis vom Kunstsinn der Äbtissinnen. Bis zur politischen Umwälzung von 1798 übten die Klostervorsteherinnen in den Ortschaften Aadorf, Ettenhausen und Guntershausen bei Aadorf die niedere Gerichtsbarkeit aus. Das Rechtsverhältnis zwischen diesen Gerichtsgemeinden und dem Kloster ist in Offnungen, das heisst Dorfrechten, niedergelegt.
Im frühen 19. Jahrhundert waren viele führende Thurgauer Politiker der Ansicht, die Klöster seien reich und «jedem gemeinnützigen Wirken fremd geblieben». Nach verschiedenen Massnahmen wie Einsatz staatlicher Klosterverwalter und Bewilligung bzw. Verbot von Novizenaufnahme beschloss der Thurgauer Grosse Rat 1848 unter anderem die Aufhebung des 600-jährigen Klosters Tänikon.

### Liste der Äbtissinnen
- Hemma, bis ca. 1270
- Elisabeth, ca. von 1270 – 1285
- Guta von Bichelsee, 1285? – 1305
- Ite oder Idda, 1305 – 1309
- Adelheid, 1309 – 1335
- Katharina Rinwin, 1335 – 1347
- Ita, 1347 – 1360?

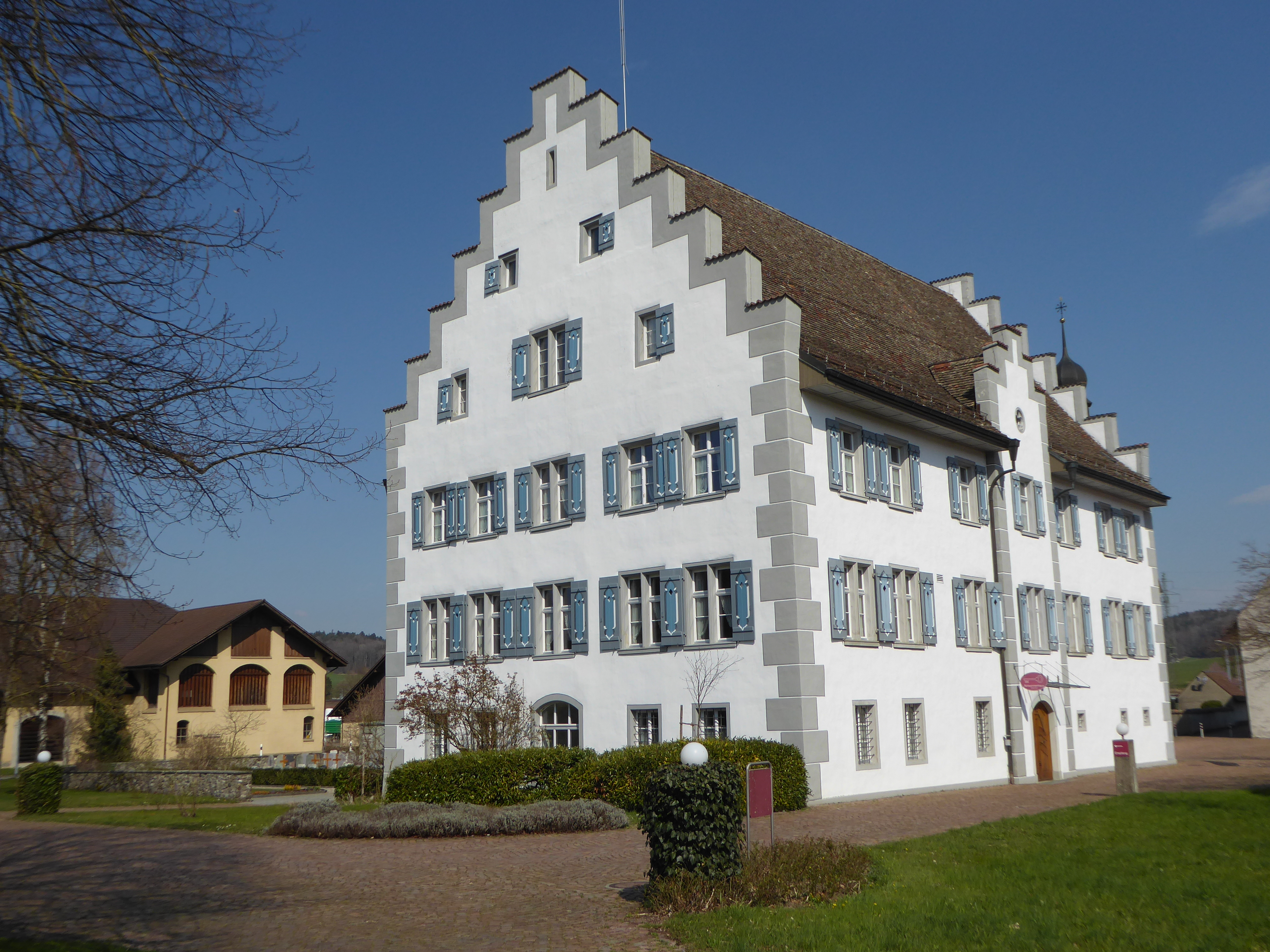
Äbtissinnenhaus

- Clara von Lindenberg, 1360? – 1371
- Ita von Schlatt, 1371 – 1380?
- Clara von Gachnang, 1380? – 1387
- Elisabeth Rüdlinger, 1387 – 1398?
- Anna von Gachnang, 1398? – 1415
- Katharina Schenk von Landegg, 1415 – 1430?
- Anna Schlatter, 1430? – 1436
- Ursula von Eppenberg, 1436 – 1460?
- Dorothea von Heudorf, 1460? – 1504
- Anna Wälter I. von Blidegg, 1504 – 1521?
- Amalia Gnäpser, 1521? – 1524
- Anna Wälter II. von Blidegg, 1524 – 1532
- Sophia vom Grüt, 1548 – 1579
- Barbara von Hertenstein, 1579 – 1608
- Veronika von Grüt, 1608 – 1617
- Anna von Wellenberg, 1617 – 1623
- Magdalena Hoppler, 1623 – 1639
- Marie Salome Schmid, 1639 – 1677
- Maria Victoria von Beroldingen, 1677 – 1687
- Maria Elisabeth Dietrich, 1687 – 1707
- Maria Euphemia Zurlauben, 1707 – 1737
- Euphemia Dorothea Ceberg, 1737 – 1762
- Maria Barbara Rüti, 1762 – 1773
- Maria Katharina Weiss, 1773 – 1796
- Dominika Agatha Seiler, 1796 – 1827
- Maria Johanna Baptista Rutz, 1827 – 1848

### Neue Heimat in Österreich
Die ausgewiesenen Klosterfrauen vereinigten sich erst 1869 mit den ebenfalls heimatlos gewordenen Schwestern der Klöster Kalchrain und Feldbach zum heute noch bestehenden Nachfolgekloster Mariastern-Gwiggen in der Gemeinde Hohenweiler, Vorarlberg.

### Kloster im Privatbesitz
Nach der Klosteraufhebung gingen die Kirche mit Friedhof, das Pfarrhaus mit Umschwung und Fondsgeldern an die Kirchgemeinde Tänikon über. 1850 kaufte Nina von Planta von Samaden GR das Klostergut. Neben der Gutswirtschaft stellte von 1857 bis 1918 eine Tonwarenfabrik Ziegel und Drainageröhren her. Der Kreuzgang wurde abgerissen, um quer durch diesen hindurch einen Güterweg anzulegen. Letzte Gutsbesitzerin von 1936 bis zum Verkauf an die Schweizerische Eidgenossenschaft 1968 war Emma Zuber-Schmid. Die Eidgenössische Forschungsanstalt für Agrarwirtschaft und Landtechnik FAT nahm am 1. April 1969 ihre Arbeit auf; Direktoren waren Dr. Paul Faessler (1969–1981) und Prof. Dr. Walter Meier (1981–2004). Im Jahr 2006 wurde sie mit der Forschungsanstalt für Agrarökologie und Landbau Zürich-Reckenholz zu einer einzigen Institution unter dem Namen Forschungsanstalt Agroscope Reckenholz-Tänikon (ART) zusammengelegt und ist seither von Direktor Paul Steffen geleitet.

### Kirche
Die Tänikoner Kirche erhielt das klassizistische Aussehen beim grundlegenden Umbau 1829–1831. Bemerkenswert ist die frühromantische Orgel aus der Klosterzeit (Bau durch Franz Anton Kiene ?1835; Rekonstruktion 1975).
In den Jahren 2001–2003 führte die Kirchgemeinde mit erheblicher Beihilfe von Bund, Kanton, Katholischer Landeskirche und Politischer Gemeinde Aadorf eine umfassende Sanierung des Dachstuhls und eine Renovation des Kircheninnern, vor allem auch der Stuckdecke, durch.
Das Pfarrhaus errichtete die Kirchgemeinde 1967 anstelle des Altbaus von 1853.

### Zeittafel

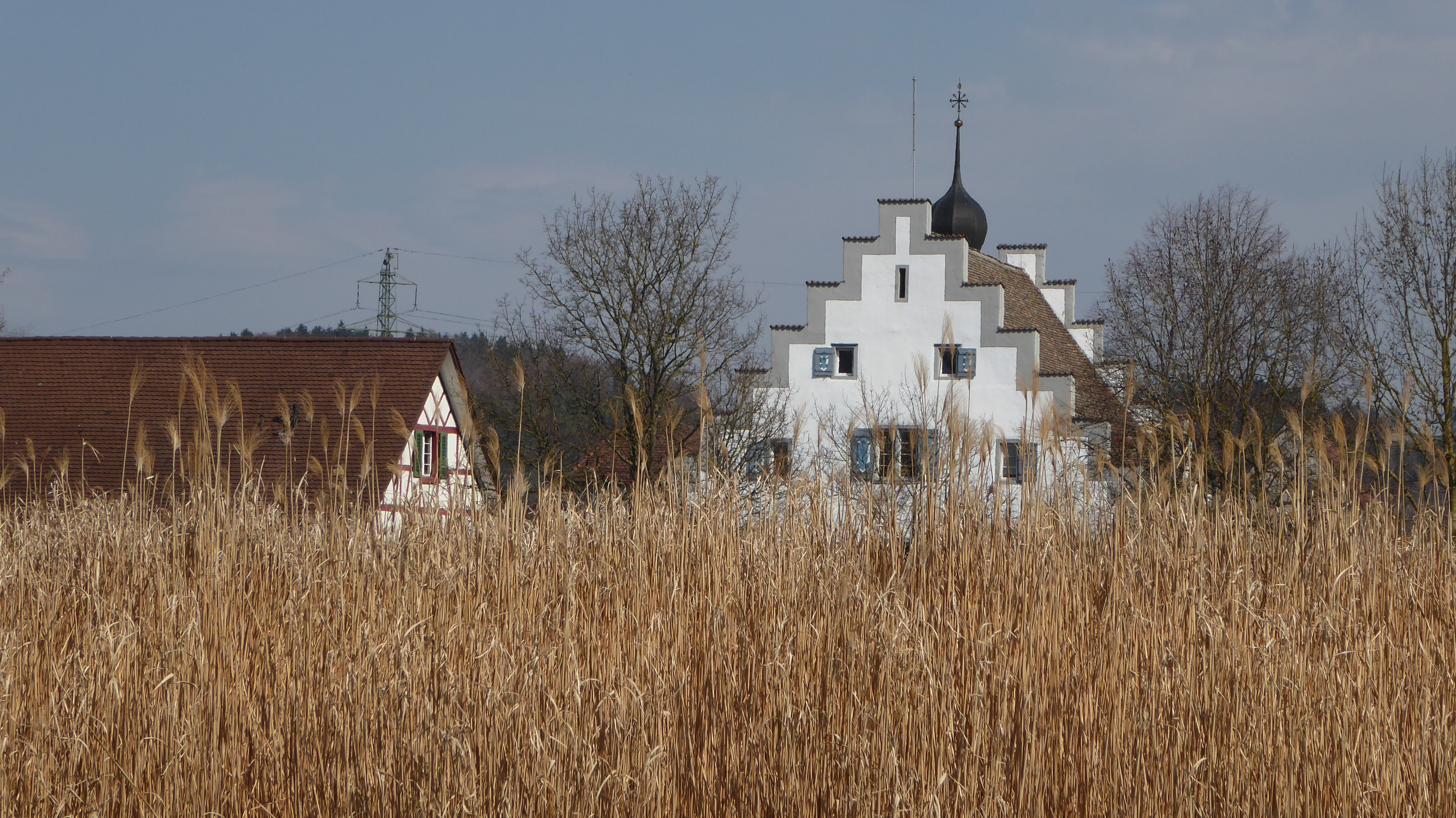
Blick von Ettenhausen auf das Kloster Tänikon

- 789: Erste urkundliche Erwähnung als villa Tanninchova
- 1249: Gründung des Frauenklosters Tänikon. Klosterwappen: dreiteilige weisse Lilie auf blauem Grund. Weiterer Klostername seit etwa 1614: «Lilienthal»
- 1320: Ettenhausen kommt zum Kloster Tänikon
- 1362: Die Kirche mit dem noch erhaltenen Dachgerüst wird erbaut
- 1413: Das Kloster kauft Aadorf vom Kloster St. Gallen
- 1508: Bau des «Refentals» (ehemaliges Refektorium)
- 1509: Mit dem Kauf von Guntershausen verfügt das Kloster über die niedere Gerichtsbarkeit in Aadorf, Ettenhausen und Guntershausen
- 1525–1550: Infolge der Reformationswirren erlischt das klösterliche Leben beinahe
- 1617: Das Prälatenhaus als Gastbau der Äbte des Klosters Wettingen wird errichtet
- 1626: Anbau des Altarhauses
- 1640: Bau des «Lilienthals», bis 1961 Gastwirtschaft
- 1663: Einzug einer gewölbten Decke anstelle der alten Flachdecke
- 1668: Der Dachreiter (Glockenturm) wird vom Kirchendach auf die Sakristei versetzt
- 1678: Bau des Äbtissinenhauses als Repräsentationsbaute der Klostervorsteherin
- 1798: Das Kloster verliert die Gerichtsherrschaft über Aadorf, Ettenhausen und Guntershausen
- 1831: Durch einen grundlegenden Umbau erhält die Kirche das heutige klassizistische Aussehen
- 1840: Einbau der Kiene-Orgel
- 1838: Bau der Klosterscheune als letzte Baute des Klosters
- 1848: Der Thurgauer Grosse Rat hebt das Zisterzienserinnenkloster Tänikon auf, die Kirche wird zur Pfarrkirche
- 1850: Frau Nina von Planta, Samaden GR, kauft das Gut Tänikon
- 1857–1918: Industrielle Tonwarenfabrik (Ziegel, Röhren usw.)
- 1883: An die Klosterscheune wird quer ein Hallenstall angebaut
- 1930 und 1961–1963: Kirchenrenovationen
- 1936: Emma Zuber-Schmid kauft das Gut Tänikon
- 1967: Neubau des Pfarrhauses
- 1968: Erwerb durch die Eidgenossenschaft
- 1969: Am 1. April 1969 nimmt die Eidgenössische Forschungsanstalt für Agrarwirtschaft und Landtechnik (FAT), seit 2006 Agroscope, ihre Tätigkeit auf.
- 1976: Bezug der Neubauten in der historischen Zone: Bürogebäude, Personalrestaurant und Gästetrakt
- 1981: Offizielle Einweihung der Neubauten und restaurierten historischen Klostergebäude

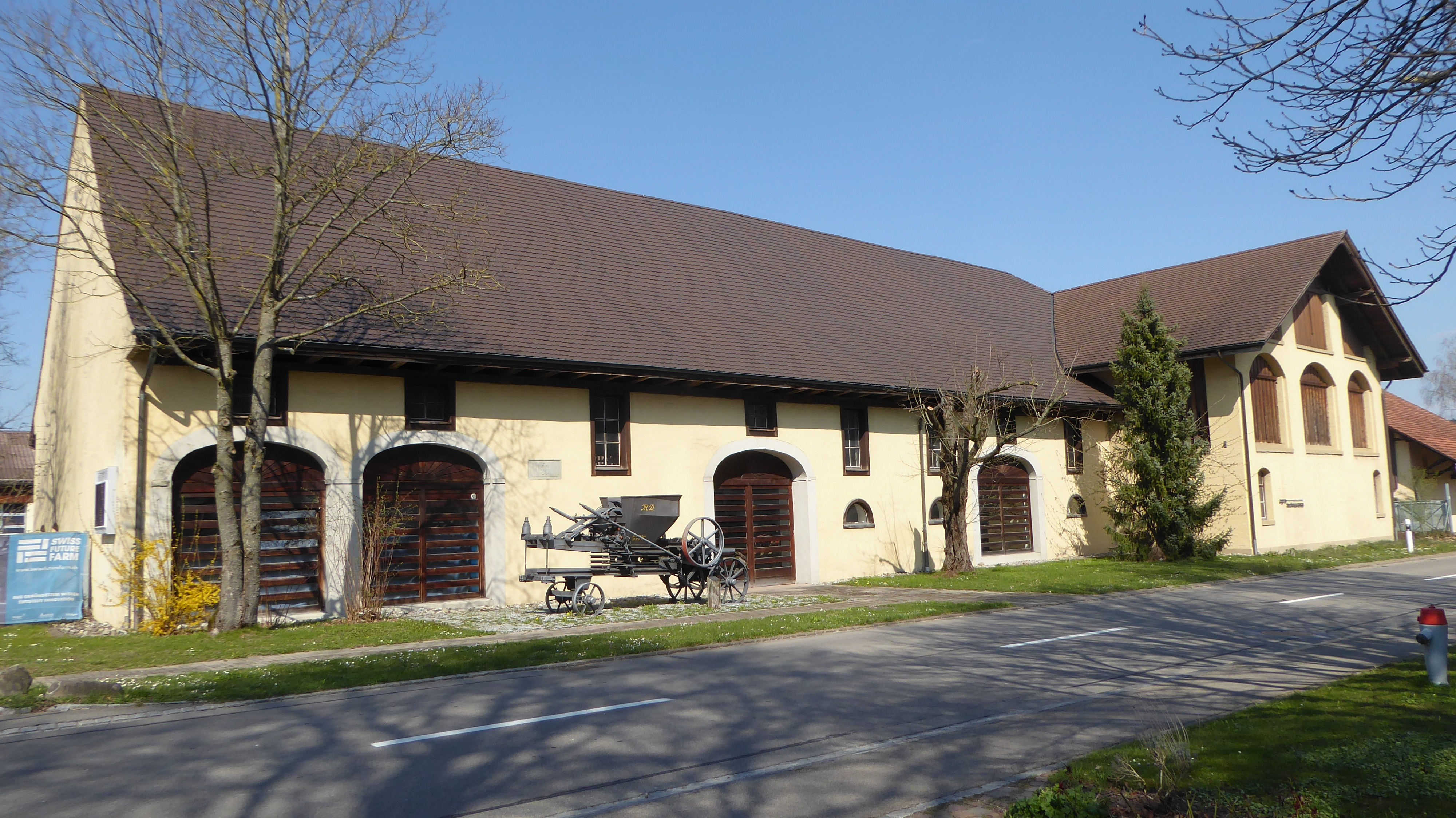
Agrotechnorama

- 1981: Eröffnung der Landtechnischen Entwicklungsschau Agrotechnorama der Eidgenössischen landwirtschaftlichen Forschungsanstalt Tänikon
- 1989: Jubiläumsjahr „1200 Jahre Tänikon“
- 1999–2003: Die Kirchgemeinde Tänikon beschliesst die Sanierung des alten Dachgerüsts.  Als Hauptmassnahme hat ein zweites Tragwerk für die Aufnahme der äusseren Dachlasten das historische Dachgerüst von 1362 zu stabilisieren und zu entlasten. Anschliessend wird das Kircheninnere renoviert.